# Dentarius Locke
Dentarius Locke (ur. 12 grudnia 1989) – amerykański lekkoatleta specjalizujący się w biegach sprinterskich.
Złoty medalista mistrzostw NCAA.

## Rekordy życiowe
- Bieg na 60 metrów (hala) – 6,52 (2014)
- Bieg na 100 metrów – 9,96 (2013)
- Bieg na 200 metrów – 20,57 (2016)